# D Team
D Team – fiński klub hokeja na lodzie z siedzibą w Jyväskylä.

## Historia
Poprzednikami klubu w mieście były: Jyväskylän Lohi (1974–1990), Lohi-Kiekko (1990–1993), Diskos Jyväskylä (1993–2004, od 1995 grający w drugiej klasie ligowej I-divisioona), D-Kiekko (2004–2008). Drużyna tego ostatniego występowała w trzecioligowych rozgrywkach Suomi-sarja. W 2008 wygrała ligę i uzyskała awans do drugiej lasy rozgrywkowej Mestis i wtedy doszło do utworzenia D Team. Od tego czasu klub ściśle współpracował z innym miejskim klubem JYP, występującym w najwyższej klasie SM-liiga, a D Team służył temuż jako zespół farmerski. D Team działał do 2011. W tym roku w jego miejsce powstał klub JYP-Akatemia.

## Sukcesy
- Srebrny medal Mestis: 2010
- Brązowy medal Mestis: 2011